# Дублянський Віктор Миколайович
Дублянський Віктор Миколайович — український спелеолог, дослідник печер СРСР. Чоловік карстознавця Галини Дублянської.

## Біографія
Народився в Одесі 19 травня 1930.
- У 1954 р. закінчив геологічний факультет ОДУ.
- У 1954—1957 роках — аспірант ОДУ.
- У 1957—1972 — молодший, а потім старший науковий співробітник відділу карстології Інституту мінеральних ресурсів, м. Сімферополь.
- У 1972 р. — доктор геолого-мінералогічних наук.
- У 1972—1997 рр. — професор географічного факультету  СДУ.
- З 1997 р. — професор кафедри інженерної  геології і охорони надр ПермДУ, з 2001 р. — її завідувач.

## Наукова та викладацька діяльність
У 1957—1997 роках Дублянський В. М. працював в Інституті мінеральних ресурсів, в даний час працював у Пермському держуніверситеті. 

З 1958 р займався вивченням карсту і печер України, Північного Кавказу, Грузії, Вірменії, Середній Азії; брав участь у міжнародних експедиціях в Родопах і Динаридах, побував у карстових районах Польщі та Угорщини, Чехії та Словаччини, Канади і США.
З його ім'ям пов'язано становлення сучасної вітчизняної спортивної, а потім і наукової спелеології. Дослідник близько 1000 карстових порожнин, в тому числі знаменитої Червоної в Криму; керівник 46 наукових експедицій, десятків спортивних заходів; автор понад 520 наукових робіт — ось віхи його сорокарічної науково-організаційної діяльності.
Спільно з В. В. Ілюхіним і Б. М. Івановим, В. М. Дублянський був організатором спелеологічного руху в СРСР (1958—1991 рр., Центральна секція при ЦС по туризму).
Був автором (співавтором) понад 500 наукових робіт, в тому числі 18 книг і (редактором) збірників. 

Віктор Миколайович Дублянський — першовідкривач і дослідник близько 1000 карстових порожнин, в тому числі знаменитої  Червоної печери в Криму; керівник 46 наукових  експедицій, десятків спортивних заходів.
22 вересня 2012 р. помер у Санкт-Петербурзі. Похований на Смоленському кладовищі Санкт-Петербурга (на Василівському острові). Відспівування пройшло 26 вересня 2012 р. в Церкві Смоленської ікони Божої Матері.

## Праці Дублянського В.М
Основні праці Дублянського В. М. присвяченіо геології і гідрогеології карсту,  спелеології. Дублянський — автор 570 друкованих праць, у тому числі 30-ти монографій. 

Найважливіші роботи:
- перші підручники зі спортивної спелеології «Путешествия под землей» (1968, 1981);
- науково-популярна книга «Вслед за каплей воды» (1971);
- «Карстовые пещеры и шахты Горного Крыма» (1977);
- «Карстовые пещеры Украины» (1980);
- «Крупнейшие карстовые пещеры и шахты СССР» (1982);
- «Гидрогеология карста Альпийской складчатой области юга СССР» (1984);
- «Карст и подземные воды горных массивов Западного Кавказа» (1985);
- «Комплексные карстолого-спелеологические исследования и охрана геологической среды Западного Кавказа» (1987);
- «Терминология карста» (1991);
- «Картографирование, районирование и инженерно-геологическая оценка закарстованных территорий» (1992);
- «Теоретические основы изучения парагенезиса карст-подтопление» (1998);
- «Занимательная спелеология»

## Нагороди
Дійсний член  Кримської академії наук (1994).

Дублянський нагороджений: Золотою медаллю Міжнародного союзу  спелеологів (1973); 
 почесним дипломом Географічного товариства СРСР (1975); 
 орденом «Знак Пошани» (1981)
 Державна премія Республіки Крим (1994)
 в 1994 році за роботу з інженерної геології карсту він став лауреатом Державної премії республіки Крим

 почесний член Російського географічного товариства (2000) 

має почесне звання «Заслужений діяч науки і техніки України» (1993).

## Пам'ять
Іменем В. М. Дублянського названо печеру в Криму на Карабі.